# Білл Джеймс
Джордж Вільям Джеймс (народився 5 жовтня 1949 р.) — американський бейсбольний письменник, історик і статистик, чия робота мала великий вплив. З 1977 року Джеймс написав понад два десятки книг про історію та статистику бейсболу. Його підхід, який він назвав шаблеметрикою на честь Товариства дослідження американського бейсболу (ТДАБ (англ. SABR), науково аналізує та вивчає бейсбол, часто за допомогою статистичних даних, намагаючись визначити, чому команди виграють і програють. Фактично Джеймс застосував у бейсболі ідеї, десятиріччями раніше застосовані Зеленцовим та Лобановським у футболі.
У 2006 році «Тайм» назвав його в рейтингу Тайм 100 як одну з найвпливовіших людей у світі. У 2003 році Джеймса було прийнято на посаду старшого радника з бейсбольних операцій у «Бостон Ред Сокс» і працював у команді протягом 17 років, протягом яких вони виграли чотири чемпіонати Світової серії.

## Раннє життя
Джеймс народився в Голтоні, штат Канзас. Він приєднався до армії США 1971 року. Після служби він закінчив Канзаський університет у 1973 році зі ступенем англійської мови та економіки, а в 1975 році отримав ступінь педагога.

## Кар'єра

### Бейсбольна анотація Білла Джеймса
Джеймс, письменник-початківець і одержимий фанат, почав писати бейсбольні статті після того, як залишив армію Сполучених Штатів у віці двадцяти років. Багато з його перших творів про бейсбол були написані, коли він працював у нічні зміни охоронцем на свиноконсервному заводі Стоукелі-ван Кемп. На відміну від більшості авторів, його твори не описували ігри в епічних термінах і не пропонували ідеї, отримані з інтерв’ю з гравцями. У типовій роботі Джеймса ставивилося запитання (наприклад, «Які пітчери та кетчери дозволяють ранерам вкрасти найбільше баз?»), а потім автор наводив дані та аналіз, які давали відповідь.
Редактори вважали твори Джеймса настільки незвичайними, що мало хто вважав їх придатними для читачів. Прагнучи охопити ширшу аудиторію, Джеймс почав самостійно видавати щорічну книгу під назвою «Анотація по бейсболу Білла Джеймса» (англ. «The Bill James Baseball Abstract»), починаючи з 1977 року. Перше видання під назвою «Анотація до книги «Бейсбол 1977»: містить 18 категорій статистичної інформації, яку ви більше ніде не знайдете» (англ. «1977 Baseball Abstract: Featuring 18 categorys of statistical information that you just can't find anywhere»), містило 68 сторінок поглибленої статистики, зібраної на основі дослідження Джеймсом результатів боксу за попередній сезон, і було виставлено на продаж через маленьке оголошення у «Спортін ньюс». Буклет придбали 75 осіб. Видання 1978 року з підзаголовком «Друге щорічне видання найбільш інформативного та образного огляду бейсболу» розійшлося накладом 250 примірників.  Починаючи з 1979 року, Джеймс писав щорічний попередній огляд бейсбольного сезону для «Есквайр» і продовжував робити це до 1984 року.
Перші три видання Baseball Abstract викликали повагу до роботи Джеймса, включаючи дуже схвальну рецензію Деніела Окрента в «Спорт Ілюстрейтід» (англ. «Sports Illustrate»). Нові щорічні випуски додали нариси про команди та гравців. До 1982 року продажі зросли вдесятеро, і медіаконгломерат погодився видавати та розповсюджувати майбутні видання.
Незважаючи на те, що письменники публікували книги про бейсбольну статистику раніше (зокрема, Ерншоу Кука «Відсотковий бейсбол» у 1960-х роках), небагато з них досягли масової аудиторії. Спроби наслідувати роботу Джеймса породили потік книг і статей, який триває досі.

### Післярефератнаробота
У 1988 році Джеймс перестав писати Анотацію, посилаючись на виснаження, пов’язане з робочим навантаженням, і занепокоєння щодо обсягу статистики на ринку. Він продовжував видавати книжки про історію бейсболу в твердій обкладинці, які добре продавалися та отримували захопливі відгуки. Ці книги включають три видання «Анотація про історичний бейсбол Білла Джеймса» (англ. «The Bill James Historical Baseball Abstract»; 1985, 1988, 2001, останнє під назвою «Анотація про історичний бейсбол Білла Джеймса»  (англ. «The New Bill James Historical Baseball Abstract»).
Джеймс також написав кілька серій нових щорічників:
- «Книга бейсболу»  (англ. «The Baseball Book»; 1990–1992) була вільно організованою колекцією коментарів, профілів, історичних статей і окремих досліджень. Помічник Джеймса Роб Неєр[en] відповідав за більшу частину досліджень і написав кілька коротких творів. Згодом Неєр став популярним бейсбольним оглядачем на «ESPN» і  СБ Нейшен[en].
- Книга рейтингів гравців (1993–1995) пропонувала статистичні дані та профілі з 50 слів, призначені для шанувальників фантастичного бейсболу[en].
- Довідник Білла Джеймса (з 2003 року по теперішній час) містить статистику минулого сезону та прогнози на наступний сезон для гравців і команд Вищої ліги, а також дані про кар’єру всіх поточних гравців Вищої ліги. Також включено результати Біблійної премії Філдіна[en], альтернативи  нагороди «Золота рукавичка»[en], за яку голосувала група з 10 осіб, до якої входив Джеймс.[13][14]
- «Золота копальня Білла Джеймса» (2008–2010) — це колекція нових нарисів і ніколи раніше не бачених статистичних даних, а також профілів гравців і команд.
- Відтворюючи назву попередньої серії, Solid Fool's Gold: Detours on the Way to Conventional Wisdom (2011) була змішаною колекцією як пов’язаних з бейсболом, так і різноманітних творів, вибраних з онлайн-архівів Білла Джеймса (див. нижче).

У 2008 році Джеймс запустив свій сайт. Підписники могли читати нові оригінальні твори Джеймса та спілкуватися один з одним, а також із Джеймсом у форматі запитань і відповідей. Вебсайт також пропонував нові «профілі» команд і гравців, повні фактів і статистичних даних, які сподівалися відобразити те, що Джеймс назвав «загубленим островом бейсбольної статистики». 9 червня 2023 року Джеймс написав статтю для сайту, в якій оголосив, що незабаром він буде закритий, щоб Джеймс «зосередився на інших проектах».

### STATS, Inc.
У есе, опублікованому в 1984 Abstract, Джеймс висловив своє розчарування через відмову Вищої бейсбольної ліги публікувати звіти про кожну гру. Джеймс запропонував створити Project Scoresheet, мережу шанувальників, які б разом збирали та поширювали цю інформацію.
Хоча некомерційна організація ніколи не працювала , вона працювала достатньо добре, щоб збирати облікові записи кожної гри з 1984 по 1991 рік. Видавець Джеймса погодився розповсюдити два щорічники нарисів і даних — видання Bill James Presents The Great American Baseball Statbook за 1987 і 1988 роки (хоча лише в першому з них представлені статті Джеймса).
Зрештою організацію було розпущено, але багато її членів створили комерційну компанію зі схожими цілями та структурою «Штатс інкопорейтед», компанія, до якої приєднався Джеймс, надавала дані та аналіз усім великим ЗМІ, перш ніж її придбала Fox Sports у 2001 році.

## Статистичні інновації
Серед статистичних інновацій, які можна віднести до Джеймса, можна відзначити:
- Створені рани (пробіги)[en]. Статистика, призначена для кількісної оцінки внеску гравця в забиті рани, а також очікувану кількість забитих ран командою. Створені пробіги обчислюються на основі іншої образливої статистики. Перша версія Джеймса була такою: {\displaystyle RC={\frac {(H+BB)\times TB}{AB+BB}}} Застосовуючи всю команду чи лігу, статистика тісно корелює (зазвичай у межах 5%) до фактичних результатів цієї команди чи ліги. З тих пір, як Джеймс вперше створив цю статистику, шаблеметрики вдосконалили її, щоб зробити точнішою, і тепер вона використовується в багатьох різних варіаціях.
- Коефіцієнт дальності[en]. Статистичний показник, який кількісно визначає внесок гравця в захист, обчислюється в найпростішій формі як (A – результативна передача[en], PO є Пут-аут[en]): {\displaystyle RF={\frac {9\times (A+PO)}{\text{Innings}}}} Статистика є передумовою на думці, що загальна кількість аутів, у яких гравець бере участь, є більш релевантною для оцінки його гри в захисті, ніж відсоток чітко реалізованих моментів, розрахований за традиційним статистичним  відсотком дій на полі[en].
- Рейтинг оборонної ефективності. Статистика, яка показує відсоток м’ячів у грі, коли захист перетворюється на аут. Він використовується, щоб допомогти визначити здатність команди оборонятися. Формула така: {\displaystyle DER=1-{\frac {H+ROE-HR}{PA-K-BB-HBP-HR}}}
- Частки виграшів[en] Уніфікована статистика, призначена для порівняння гравців на різних позиціях, а також гравців різних епох. Win Shares включає в себе різноманітну статистику подач, ударів і філдингу. Одним із недоліків Win Shares є складність обчислення.[18]
- Відсоток виграшу Піфагора[en]. Статистика, що пояснює співвідношення виграшів і поразок із забитими та дозволеними пробіжками. Статистика тісно корелює з фактичним відсотком перемог команди. Його найпростіша формула: {\displaystyle \mathrm {Pythagorean~W\%} ={\frac {R^{2}}{R^{2}+RA^{2}}}}
- Рахунок у грі[en] — це показник, який визначає силу пітчера в будь-якій конкретній бейсбольній грі. З тих пір він був вдосконалений Томом Танго[en].
- Еквівалент Вищої ліги. Показник, який використовує статистику нижчої ліги[en], щоб передбачити, як гравець, ймовірно, виступить на рівні вищої ліги.
- Система Brock2. Система для прогнозування продуктивності гравця на решту його кар'єри на основі минулої продуктивності та процесу старіння.
- Оцінки подібності. Оцінка статистичної схожості гравця з іншими гравцями, що забезпечує систему відліку для гравців далекого минулого. Приклади: Лу Геріга порівняти з:
  - Доном Маттінглі[en]; Джо Джексоном[en]. до Тоні Оліва[en].
  - Середнє середнє[en]. Статистика, яка намагається виміряти внесок гравця в напад, не враховуючи середнє значення відбиття. Другорядні середні показники, як правило, подібні до середніх показників, що відбивають, але можуть сильно варіюватися, від менше ніж 0,100 до більше ніж 0,500 у крайніх випадках. Формула (ISO — ізольована потужність[en]): {\displaystyle \mathrm {SecA} ={\frac {BB+(TB-H)+(SB-CS)}{AB}}={\frac {BB+(SB-CS)}{AB}}+ISO}
- Номер потужності/швидкості. Power/Speed Number[en] Статистика, яка намагається об’єднати різні «клуби» гравців із вражаючою кількістю як хоумранів, так і здобутих баз (наприклад, клуб 30–30 (Боббі Бондс клуб «30–30»[en]) (Боббі Бондс[en] був добре відомий як членом клубу клуб «40–40»[en]), (Хосе Кансеко[en] був першим, хто досяг такого показника), і навіть членів клубу 25–65 (як то Джо Морган[en] у 70-х роках) така формула: {\displaystyle \mathrm {PSN} ={\frac {2\times HR\times SB}{HR+SB}}}
- Приблизне значення. Система обмежень, розроблена для оцінки вартості, яку гравець зробив у variou.[19] The gauge has been used in NESN Red Sox telecasts and has provoked mixed reactions from critics.[20]

Хоча Джеймс, можливо, найбільш відомий як винахідник статистичних інструментів, він часто писав про обмеження статистики та закликав до смирення щодо її місця серед інших видів інформації про бейсбол. Для Джеймса контекст має першочергове значення: він був одним із перших, хто наголосив на важливості коригування традиційної статистики для факторів парку park factors та наголосив на ролі удачі в рекорді перемог і поразок пітчера. Багато з його статистичних інновацій, мабуть, менш важливі, ніж основні ідеї. Коли він ввів поняття  вторинного середнього secondary average]], це було засобом для тодішньої суперечливої концепції, згідно з якою середнє значення відбиття.
Середній рівень ударів являє собою лише частку атакуючого внеску гравця. (Створена пробіжками статистика runs-created statistic відіграє подібну роль порівняно з традиційним RBI RBI.) Деякі з його внесків у мову бейсболу, як-от ідея «захисного спектру defensive spectrum», межують із повною нестатистичністю.

## Прийняття концепції Джеймаса та його працевлаштування в бейсболі найвищих досягнень
Генеральний менеджер «Атлетів» з Окленда Біллі Бін почав застосовувати саблеметричні принципи для керування своєю малобюджетною командою на початку 2000-х років, що досягло помітного ефекту, як описано в книзі Майкла Льюїса «Грошем'яч: Мистецтво виграти в нечесній грі».
У 2003 році Джеймса найняв колишній читач Джон Генрі, новий власник бейсбольної команди з Бостона «Ред Сокс».
Одним із суперечливих моментів було поводження з рельєфною подачею «Ред Сокс». Джеймс раніше опублікував аналіз використання доводчика в бейсболі та дійшов висновку, що традиційне використання доводчика переоцінювало здібності цієї людини та використовувало його в неоптимальних обставинах. Він писав, що «набагато краще використовувати свій рельєфний ейс, коли рахунок нічийний, навіть якщо це сьома подача, ніж у дев’ятій подачі з перевагою в два чи більше пробіжок».  Ред Сокс у 2003 році укомплектував свій КПЗ декількома незначно талановитими захисниками. Менеджер «Ред Сокс» Ґрейді Літтл ніколи не був повністю задоволений цією організацією, тому призначив неофіційних закривачів і переставив ролі після невдалої прогулянки. Коли «Бостон» програв кілька ігор через невдачі в КПЗ, Літтл повернувся до традиційного ближчого підходу і перемістив Бйон Хюна Кіма з стартового пітчера на ближчого. «Ред Сокс» не дотримувалися ідеї Джеймса про КПЗ без ближчого, але з послідовним загальним талантом, який дозволив би розділити відповідальність. Нападник «Ред Сокс» Алан Ембрі вважав, що план міг би спрацювати, якби КПЗ не зазнав травм. Під час регулярного сезону 2004 року Кіт Фолк використовувався в основному як доводчик у звичайній моделі; однак використання Фоулка в постсезоні 2004 року було схоже на рельєфний туз із кількома появами в інінгах у ключові моменти гри. Менеджер Х'юстон Астрос Філ Гарнер  також використовував рельєфну модель з  Бредом Ліджем у постсезоні 2004 року.
Під час свого перебування в «Ред Сокс» Джеймс опублікував кілька нових книг із саберметрики (див. #Бібліографію #Життєпис нижче). Дійсно, хоча Джеймс зазвичай був небагатослівним щодо своєї діяльності від імені «Ред Сокс», йому приписують підтримку деяких кроків, які призвели до першого за 86 років чемпіонства команди у Світовій серії, включно з підписанням контракту з вільним агентом
Дейвідом Ортісом, обмін Марка Беллгорна в рамках умовної угоди з «Колорадо Рокіс», а також посилення команди акценту на відсотковому відношенню до бази.
Після того, як «Ред Сокс» пережили катастрофічний сезон 2012 року, Генрі заявив, що Джеймс впав «в немилість [у фронт-офісі] за останні кілька років з причин, які я справді не розумію. Нещодавно ми залучили його більше до центральний процес, і це дуже допоможе».
24 жовтня 2019 року Джеймс оголосив про свій відхід з «Ред Сокс», сказавши, що він «не впорався з організацією», і додав, що він не заробляв свою зарплату в Red Sox за останні пару років. За час роботи в команді Білл Джеймс отримав чотири персні чемпіона Світової серії 2004, 2007, 2013 і 2018 років.

## Інші книги
Джеймс написав дві справжні кримінальні книги : «Популярний злочин: Роздуми про святкування насильства» (2011) і разом зі своєю дочкою Рейчел Маккарті Джеймс «Людина з поїзда» (2017). Остання є спробою пов’язати десятки вбивств цілих сімей на початку 20-го століття в США з одним злочинцем. Ці вбивства включають вбивства сокирою у Віллісці. Подружжя Джеймса пропонує вирішення вбивств на основі характерних ознак цих вбивств.
Джеймс є фанатом чоловічої баскетбольної команди Канзаського університету  та писав про баскетбол. Він створив формулу того, що він називає «безпечною перевагою» у спорті.

## В культурі
Майкл Льюїс у своїй книзі «Грошем'яч» 2003 року присвячує розділ кар’єрі Джеймса та саблеметрії як фону для свого зображення Біллі Біна та малоймовірного успіху «Окленд Атлетикс».
У 2007 році Джеймса прийняли до храму Вічних Бейсбольного Релікварію".
30 березня 2008 року Джеймс був представлений у програмі «60 хвилин» (англ. «60 Minutes») у ролі піонера саблеметрії та радника Red Sox. У 2010 році його ввели до Зали слави ірландсько-американського бейсболу.
Джеймс виступив гостем в епізоді «Сімпсонів» 2010 року «MoneyBART». Він стверджував: «Я зробив бейсбол таким же задоволенням, як і сплата податків».
У запланованій екранізації книги «Грошем'яч» «Виграти акції» Стівена Содерберґа була б анімована версія Джеймса як «ведучого». Цей сценарій був відкинутий, коли режисер Беннет Міллер і сценарист Аарон Соркін змінили Содерберга в проекті. Зрештою, у фільмі 2011 року Джеймс згадується кілька разів. Коротко згадується його біографія, і зображено Біллі Біна, який розповідає Джону Генрі, що Генрі найняв Джеймса і є причиною, чому Бін зацікавлений у посаді генерального менеджера «Ред Сокс».

## Суперечки

### Оскарження звіту Дауда
У своїй Baseball Book 1990 Джеймс різко критикував методологію доповіді Дауда, яка була розслідуванням (здійсненим на замовлення комісара з бейсболу Бартом Джяматті) щодо азартних ігор Піта Роуза. Джеймс дорікнув комісару Джаматті та його наступнику, Фей Вінсент, за те, що вони прийняли звіт Дауда як останнє слово щодо азартних ігор Роуза. (Ставлення Джеймса з цього приводу здивувало багатьох шанувальників, особливо після того, як письменник глибоко критикував Роуз у минулому, особливо те, що Джеймс вважав егоїстичним прагненням Роуза досягти історичного рекорду Тая Кобба за кількістю хітів).
Джеймс розширив свій захист Роуза у своїй книзі 2001 року The New Historical Baseball Abstract, докладно пояснюючи, чому він вважав справу проти Роуза надуманою. Джеймс написав: «Я б охарактеризував докази того, що Роуз зробив ставку на бейсбол, як... ну, не зовсім неіснуючі. Вони надзвичайно слабкі». Це суперечило поширеній думці про те, що справа проти Роуз була слэм-данком, і кілька критиків стверджували, що Джеймс спотворив деякі докази на свій захист Роуз. Дерек Цумстег з «Бейсбол проспектус») написав вичерпний огляд справи, яку зробив Джеймс, і зробив висновок: «Захист Джеймса Роуза сповнений недоглядів, помилок у судженнях, невдач у дослідженні та є великою ведмежою послугою для багатьох людей, які зверталися до нього. за виважене та справедливе ставлення до цього складного та важливого питання».
У 2004 році Роуз публічно зізнався, що робив ставки на бейсбол, і підтвердив, що звіт Дауда правильний. Джеймс залишався непохитним, продовжуючи наполягати на тому, що доказів, доступних Дауду на той час, було недостатньо, щоб дійти висновку, що це так.

### Суперечності навколо Патерно
4 листопада 2011 року Джеррі Сандаскі пред’явлено звинувачення у скоєнні сексуальних злочинів проти молодих хлопчиків, що привернуло національну увагу до  скандалу щодо сексуального насильства над дітьми штату Пенсильванія. 11 грудня 2011 року Джеймс опублікував статтю під назвою «Суд над штатом Пенсільванія», описуючи уявний судовий процес, у якому штат Пенсільванія захищався від звинувачень у «нерозважливих і безвідповідальних діях у справі Джо Патерно, таким чином, що [ вони] ганьбили, обмовляли та обмовляли Патерно, несправедливо знищуючи його репутацію».
12 липня 2012 року було оприлюднено звіт Фрі, у якому Патерно та трьох інших офіційних осіб університету було звинувачено у приховуванні звітів про сексуальні насильства та дозволі зловмиснику полювати на інших дітей протягом більше десяти років, часто в установах штату Пенсільванія. Невдовзі після цього, під час інтерв’ю на радіо ESPN, Джеймс заявив, що характеристики Патерно як впливової особи у звіті Фрі були неправильними, і що Патерно не зобов’язаний повідомляти поліції про звинувачення в розбещенні дітей. «У [Патерно] було дуже мало союзників. Він був ізольований і не був настільки могутнім, як люди його уявляли». Коли його запитали, чи знає він когось, хто купався з хлопцем, з яким вони не були родичами, Джеймс сказав, що це було звичайною практикою, коли він ріс. «Насправді це було досить поширеним явищем у місті, де я виріс. Це було досить поширеним явищем в Америці 40 років тому».
Коментарі в інтерв'ю в липні 2012 року зазнали широкої критики. Роб Неєр написав на захист Джеймса. Роботодавець Джеймса, команда «Бостон Ред Сокс», оприлюднила заяву, в якій заперечувала коментарі, зроблені Джеймсом, і вказувала, що його попросили не робити подальших публічних коментарів з цього приводу.

### Конфлікт "гравців на заміні".
7 листопада 2018 року Джеймс брав участь у розмові в Твіттері щодо коментарів агента Скотта Бораса про команди, які «танкують». Джеймс написав:
Якби завтра всі гравці пішли, ми б їх замінили, гра б тривала; через три роки це не зміниться. Гравці - це НЕ гра, так само як і продавці пива.
Це, мабуть, узгоджується з думками, які Джеймс публічно висловлював до своєї приналежності до Red Sox. У статті в The 1988 Bill James Baseball Abstract він написав:
Ця нація могла б підтримувати, без будь-якої помітної втрати якості гравців, щонайменше 200 команд вищої ліги.
Тим не менш, у контексті зв’язків Джеймса з фронт-офісом «Ред Сокс» і складною трудовою історією бейсболу (включаючи ймовірну змову між власниками в попередній міжсезоння для обмеження зарплат вільним агентам), багато хто сприйняв ці твіти як підбурювальні. Виконавчий директор Асоціації гравців вищої ліги бейсболу Тоні Кларк назвав коментарі Джеймса "нерозважливими та образливими". Інші активні або колишні гравці також заперечували. Джеймс сказав New York Times :
Я не знаю, що ідея про те, що гра триває, і ми всі її просто проходимо, є за своєю суттю образливою. Але якщо я сформулював це в образливій формі, це не було моїм наміром.
Red Sox відповіли, випустивши заяву, в якій йдеться:
Білл Джеймс є консультантом Red Sox. Він не є співробітником і не виступає від імені клубу. Його коментарі в »«» були недоречними і не відображали думки фронт-офісу «Ред Сокс» або групи власників. Наші чемпіонати були б неможливі без наших неймовірно талановитих гравців — вони є основою нашої франшизи та нашої галузі. Стверджувати протилежне – абсурдно.

## Особисте життя
У січні 2024 року Джеймс оголосив, що переніс інсульт, через який не міг користуватися правою рукою.

## Книги про Джеймса
- Розум Білла Джеймса (2006) ISBN
- Як Білл Джеймс змінив наш погляд на бейсбол: колеги, критики, конкуренти та просто фанати (2007)ISBN 978-0879463175

## Дивіться також
- Бейсбольний проспект[en]
- Оборонний спектр[en]
- Список Кельтнера[en]
- Оцінка подібності[en]
- Виграні акції[en]

## Подальше читання
- Lewis, Michael (10 квітня 2003). Moneyball: The Art of Winning an Unfair Game. New York: W. W. Norton & Company. с. 45—47. ISBN 0-393-05765-8.